# Пудас'ярві
Пу́дас'я́рві (фін. Pudasjärvi)  — місто в провінції Північна Пог'янмаа в Фінляндії.
Населення  — 8424 осіб (2014), площа  — 5,867.24 км², водяне дзеркало  — 228,67 км², щільність населення  — 1,49 осіб/км².

## Географія
Розташоване на берегах річки Іййокі, яка впадає в Балтійське море. Річка перетинає місто зі сходу на захід. Південна частина заболочена. Найвища точка  — гора Ісо-Сюоте (фін. -Iso-Syöte).

## Відомі люди
- Яні Іллікаінен — спортсмен.
- Туомас Саммелвуо — волейболіст, тренер[6].